# Libellago dorsocyana
Libellago dorsocyana är en trollsländeart som beskrevs av Maurits Anne Lieftinck 1937. Libellago dorsocyana ingår i släktet Libellago och familjen Chlorocyphidae. Inga underarter finns listade i Catalogue of Life.